# 台灣小黃鼠狼
台灣小黃鼠狼（学名：Mustela formosana ）又作臺灣高山小黃鼠狼，为鼬科鼬属的动物。本種為台灣的特有種，在1969年時由台北預防醫學研究所在合歡山地區進行疾病動物媒介研究時捕捉到，但當時被當作黃鼠狼的幼體（標本現存放於國立自然科學博物館）。直到1997年由東海大學教授林良恭再度發現，經過外型對比、核行及行為上的判定，正式發表為新物種。

## 特徵
體型纖細，尤其是頭頸部，全長16~20公分，尾長佔全身體長的1/3。外型和伶鼬相似，背部的毛色為深褐略帶黃色，腹部從喉腮至鼠鼷部全為白色，不過在腹部下有少許褐毛混生，形成污白色或褐色小斑塊。尾巴末端則顏色較深有黑毛混生，與熟知的黃鼠狼（Mustela sibirica）體型外表差具甚大。

## 棲地
台灣高山小黃鼠狼分布在約2500m-3500m的高海拔地區，包括合歡山、玉山、塔塔加及梅峰等。棲息地為大量的苗木及箭竹覆蓋低的二葉松草原區域，經火燒後形成之草原沒有捕獲紀錄。